# .gs
.gs — в Інтернеті, національний домен верхнього рівня (ccTLD) для Південної Джорджії і Південних Сандвічеві островів.

## Домени 2-го та 3-го рівнів
В цьому національному домені нараховується близько 637,000 вебсторінок (станом на січень 2007 року).
У наш час використовуються та приймають реєстрації доменів 3-го рівня такі доменні суфікси (відповідно, існують такі домени 2-го рівня):
| Суфікс  | Регламентовані користувачі                    |
| .net.gs | Провайдери, організації, пов'язані з мережами |